# Rafael Quesada
Rafael Quesada (Miami, 16 agosto 1971) è un ex calciatore peruviano, di ruolo portiere.